# Botanical Society of the British Isles
De Botanical Society of the British Isles (BSBI) is een botanische vereniging die zich richt op iedereen die is geïnteresseerd in de flora van de Britse Eilanden. In 1836 is de organisatie opgericht als de Botanical Society of London. Zowel wetenschappers als liefhebbers kunnen lid worden. Naar ledental is het de grootste vereniging op de Britse Eilanden die zich richt op de botanie. 
De vereniging houdt zich bezig met het in kaart brengen van de distributie van plantensoorten op de Britse eilanden. De BSBI publiceert floristische atlassen (boeken met de geografische verspreiding van planten) en flora's van Britse regio’s. Daarnaast is de organisatie verantwoordelijk voor het wetenschappelijke tijdschrift Watsonia. De organisatie organiseert conferenties met betrekking tot de botanie. 
In de gehele Britse Eilanden worden veldbijeenkomsten georganiseerd. De organisatie ondersteunt het onderwijs in de botanie en steunt wetenschappelijk onderzoek door het verstrekken van fondsen. De leden ontvangen driemaal per jaar de nieuwsbrief BSBI News en tweemaal per jaar Watsonia. 